# Hjelset
Hjelset är en tätort i Molde kommun i Møre og Romsdal fylke i västra Norge. Orten ligger där fylkesväg 62 möter Europaväg 39.